# Abandon (película de 2002)
Abandon (conocida como La desaparición de Embry en Hispanoamérica y España) es una película de suspense lanzada por Paramount Pictures en los Estados Unidos y Touchstone Pictures a nivel internacional en 2002. Escrita y dirigida por Stephen Gaghan, fue protagonizada por Katie Holmes como una estudiante de universidad cuyo novio (Charlie Hunnam) desapareció hace dos años. Aunque la acción transcurre en una universidad americana, la mayor parte de la película se filmó  en la Universidad McGill de Canadá.
Está basada en el libro Adams Fall por Sean Desmond. El libro fue re-titulado Abandon. 
En la película coprotagoniza Zooey Deschanel y Charlie Hunnam, con Benjamin Bratt interpretando al detective investigador de la muerte del novio. Las críticas fueron generalmente negativas, con la revista Variety diciendo: «un engaño para aspirantes a hacer Fatal Attraction».
Por casualidad, Fatal Attraction también fue lanzada por Paramount.

## Argumento
La película comienza con Katie Burke (Katie Holmes) sentada en unas escaleras. Su amiga Sam (Zooey Deschanel) sale con ella a dar un paseo. Katie irá a algún tipo de agencia ya que ella quiere trabajar cuando salga de la universidad. Vemos que Katie se encuentra bajo una fuerte presión para completar su tesis. 
Al mismo tiempo, el detective Wade Handler (Benjamin Bratt), un exalcohólico, se le es asignado un nuevo caso por su lugarteniente (Fred Ward). Se trata de una persona desaparecida llamada Embry Larkin (Charlie Hunnam). Embry fue un huérfano rico. Handler descubre que Embry era el novio de Katie cuando él desapareció. Handler contacta a Katie, quien dice que no está segura si Embry desapareció, dejó la escuela, o ambas. Ella parece estar irritada por Handler.
Katie, Sam y algunos amigos, incluidos Harrison (Gabriel Mann) y Amanda (Gabrielle Union), van a una fiesta, así Katie puede relajarse de su constante estrés y agotamiento, sobre todo debido a su tesis y preguntándose si obtendrá su trabajo. Todos ellos se emborrachan y drogan y, durante una escena de efecto estroboscópico, Katie piensa que ve a Embry al acecho. Unos días después, ella sale y piensa que lo vio de nuevo, conduciendo en un auto. Handler le dice a Katie que él piensa que Embry está muerto, debido a que él tenía dos boletos para avión a Grecia que nunca utilizó, por no hablar de no haber tomado dinero o crédito de una cuenta. 
Una noche, mientras Katie está estudiando para su tesis, ella se duerme, completamente agotada. Cuando despierta, un número ha sido escrito en su escritorio donde ella estaba sentada. Es el número de un libro de la biblioteca y Katie va a la estantería donde está el libro, "The Inferno" (en español, El Infierno).
De repente ve lo que son presumiblemente los ojos de Embry mirándola fijamente desde el otro lado de los estantes. Ella lentamente se aleja. Él se ha ido. 
Handler habla con Sam, Amanda y Harrison sobre Katie y Embry. Sam le dice que a Embry no le gustaba los amigos varones de Katie. Harrison, a quien le gusta Katie, pero no parece darse cuenta de que la sensación no es mutua, le dice a Handler que Embry una vez lo envió al hospital debido a que él lo atizó con una botella de vidrio. Harrison confiesa a Katie que él la ama, ella le dice que es un chico genial, pero no siente lo mismo. 
Al día siguiente, Katie está de nuevo en la librería, estudiando. Una chica extraña en la biblioteca, Mousy Julie (Melanie Lynskey) la molesta. Julie le dice que Harrison ha desaparecido. Katie está convencida de que Embry es responsable por la desaparición de Harrison. Katie almuerza con los padres de Harrison quienes están preocupados por su desaparición. Mientras, en el restaurante, Embry se sienta en otra mesa. Katie sale afuera y le grita. Él le dice que vaya a su casa de campo, que era un lugar donde ellos se quedaban antes de que Embry desapareciera. 
Katie va allí, y se duerme de nuevo. Cuando despierta, Embry está tocando el piano. Ella trata de irse, pero Embry la sigue. Finalmente él la empuja a la pared, pero ella le golpea con la rodilla y escapa. Katie va al departamento de Handler. Katie y Handler tienen sexo, y en el medio, ella imagina a Handler transformándose en Embry. Ella se saca esto de su cabeza, y se da cuenta de que por primera vez en un tiempo, está feliz, sentada con Handler. Ella completa su tesis. 
Handler va a un experto en ADN, quien le dice que una nota que Embry supuestamente le acaba de escribir a Katie ha sido escrita hace dos años. Handler se dirige a su auto, y compra alcohol, estresado. Él bebe, pero rápidamente lo escupe. Katie espera para que Handler la pase a buscar. Irán a algún lado juntos por un tiempo. Embry de repente la ataca, diciéndole que donde quiera que ella vaya, él la encontrará. Handler aparece y Katie le dice lo que ocurrió.
Katie y Handler entran a un túnel antiguo que Katie y Embry solían utilizar para estar juntos. 
Handler tiene su arma y una linterna. Katie continúa viendo a Embry, pero Handler no. De repente, aparece un flashback con Katie y Embry, dos años atrás, en el mismo túnel en el que Handler y Katie están. Embry le dice a Katie que se irá y que nunca quiere verla de nuevo. Katie se enoja, hablando sobre el viaje a Grecia que supuestamente tomarían. De repente, Katie recoge una roca y repetidamente le pega en la cabeza a Embry, causándole la muerte. Katie está loca debido a que su padre le hizo la misma cosa cuando era pequeña: él la abandonó. 
Handler se da cuenta de que Katie es una psicópata y que no puede irse con ella. Katie levanta una piedra y le pega a Handler en la cabeza, sumiéndolo en el agua donde finalmente muere. La trama avanza unos meses. Katie está en el trabajo que quería, cuando un hombre que supuestamente trabaja con ella y con quien está saliendo le dice que será promovido, y que cree que no deben seguir saliendo.

## Reparto
| Actor           | Personaje             |
| --------------- | --------------------- |
| Katie Holmes    | Katie Burke           |
| Benjamin Bratt  | Wade Handler          |
| Charlie Hunnam  | Embry Larkin          |
| Zooey Deschanel | Samantha Harper       |
| Fred Ward       | Teniente Bill Stayton |
| Mark Feuerstein | Robert Hanson         |
| Melanie Lynskey | Mousy Julie           |
| Tony Goldwyn    | Doctor David Schaffer |
| Philip Bosco    | Profesor Jergensen    |
| Gabriel Mann    | Harrison Hobart       |
| Will McCormack  | August                |
| Gabrielle Union | Amanda Luttrell       |

## Recepción

### Taquilla
La película se estrenó en el número 7 de la Box office en los Estados Unidos y clasificada con $5,064,077 en su primer fin de semana.

### Críticas
La recepción ha sido en su mayoría negativa. Rotten Tomatoes le dio a la película un 17% de puntuación, concluyendo que la trama es "inconexa y confusa".